# Hefeng (Enshi)
Hefeng (chiń. upr. 鹤峰县; chiń. trad. 鶴峰縣; pinyin Hèfēng Xiàn) – powiat w południowo-wschodniej części prefektury autonomicznej Enshi w prowincji Hubei w Chińskiej Republice Ludowej. Liczba mieszkańców powiatu, w 2010 roku wynosiła 199892.